# Rien de grave
 (octobre 2021).
Si vous disposez d'ouvrages ou d'articles de référence ou si vous connaissez des sites web de qualité traitant du thème abordé ici, merci de compléter l'article en donnant les références utiles à sa vérifiabilité et en les liant à la section « Notes et références ».
Pour plus de détails, voir Fiche technique et Distribution.
Rien de grave est un court métrage français réalisé par Renaud Philipps, sorti en 2004.

## Synopsis
Un avion de ligne est en difficulté au-dessus de nos têtes. Au sol, un pilote instructeur, au volant de sa voiture, se dirige vers l'aéroport. Téléphone portable en main, il donne ses instructions et tente d'éviter la catastrophe. Mais la communication est coupée...

## Distribution
- Jean Dujardin - le VRP
- Artus de Penguern - le pilote instructeur

## Distinctions
- Festival du Film d'Agde 2006 : prix de la réalisation